# Juni 2022
Dit artikel geeft een chronologisch overzicht van de belangrijkste gebeurtenissen per dag in de maand juni van het jaar 2022.

## Gebeurtenissen

### 5 juni
- Bij een aanval op een katholieke kerk in Owo, een plaats in Ondo in het zuidwesten van Nigeria, vallen meer dan 50 slachtoffers.[1]

### 8 juni
- In de Pakistaanse provincie Beloetsjistan vallen 22 doden als een bus van de weg raakt en in een ravijn stort.[2]
- In de buurt van de Berlijnse Gedächtniskirche vallen een dode en enkele zwaargewonden als een auto inrijdt op een groep voetgangers. De bestuurder van de auto is een 29-jarige Duits-Armeense man.[3]

### 19 juni
- Bij de verkiezingen voor het Franse parlement verliest Ensemble, de coalitie van president Macron, de meerderheid.[4] (Lees verder)

### 20 juni
- De Duitse regering komt met noodmaatregelen om het gasverbruik landelijk in te perken, nadat de gastoevoer vanuit Rusland via Nord Stream sterk is verminderd.

### 22 juni
- Door een aardbeving op de grens van Afghanistan en Pakistan vallen zeker 1500 doden. Tientallen Afghaanse dorpen worden verwoest.[5] (Lees verder)
- In delen van Nederland protesteren boeren tegen de aangekondigde stikstofmaatregelen.[6][7] (Lees verder)

### 23 juni
- De 27 leiders van de Europese Unie worden het er in Brussel over eens om aan Moldavië en Oekraïne de status van kandidaat-lidstaat te geven. Georgië, dat tegelijkertijd een dergelijke aanvraag deed, werd in de wachtkamer gezet en zal eerst een twaalftal aanbevelingen moeten uitvoeren.[8] (Lees verder)

### 24 juni
- Het Hooggerechtshof van de Verenigde Staten vernietigt eerdere uitspraken waaronder Roe v. Wade die het recht op abortus federaal bepaalden. Hiermee wordt de wetgeving in de afzonderlijke staten leidend bij de vraag of abortus al dan niet legaal is.[9] (Lees verder)

### 25 juni
- Bij een islamitische terreuraanslag op een homoclub in Oslo vallen 2 doden en meerdere zwaargewonden.[10] (Lees verder)

### 27 juni
- Groot-Brittannië, de Verenigde Staten, Japan en Canada stellen een verbod in op de import van Russisch goud. De maatregel maakt deel uit van een reeks sancties tegen Rusland vanwege de oorlog in Oekraïne.[11]
- Bij een tornado in Zierikzee vallen 1 dode en 9 gewonden. Circa 150 huizen raken beschadigd, waarvan 5-10 zodanig dat ze onbewoonbaar worden.[12]

- In een vrachtwagen in de Amerikaanse stad San Antonio, Texas worden meer dan 50 dode migranten gevonden, die vermoedelijk zijn overleden door verstikking. Twee Mexicanen worden korte tijd later opgepakt op verdenking van mensensmokkel.[13][14]

## Overleden
<< · januari · februari · maart · april · mei · juni · juli · augustus · september · oktober · november · december · >>